# Patrick Shannon
Patrick Shannon (* 10. April 1977 in Wexford) ist ein irischer Skeletonfahrer.
Patrick Shannon lebt in Dublin. Seit 2003 betreibt er Skeleton. Erstes internationales Rennen war ein Skeleton-Europacup in Altenberg (38.). In den folgenden Saisonen trat er in Europacup- und America’s-Cup-Rennen an. Sein Weltcup-Debüt gab der Ire im November 2006 bei einem Rennen in Calgary, wo er 34. wurde. Bei der Skeleton-Weltmeisterschaft 2007 in St. Moritz trat er trotz Meldung nicht an, bei der Skeleton-Europameisterschaft 2007 in Königssee erreichte er Platz 22. Sein bestes Ergebnis im Weltcup, einen 27. Rang, und damit erstmals Weltcuppunkte, erreichte Shannon in der folgenden Saison beim Rennen in Cesana Pariol. Bei der Skeleton-Europameisterschaft 2008 belegte er den 17. Platz.